# كروزون
كروزون هي بلدية في فينيستير قسم من بريتاني في شمال غرب فرنسا. بالإضافة إلى بلدة كروزون، تعد قرية مورجات جزءًا من البلدية.